# Dolný tok Hornádu
Dolný tok Hornádu este o arie protejată (arie specială de conservare — SAC, sit de importanță comunitară — SCI) din Slovacia întinsă pe o suprafață de 155,98 ha, integral pe uscat.

## Localizare
Centrul sitului Dolný tok Hornádu este situat la coordonatele 48°36′24″N 21°20′54″E / 48.606787°N 21.348404°E.

## Înființare
Situl Dolný tok Hornádu a fost declarat sit de importanță comunitară în decembrie 2021.

## Biodiversitate
Situată în ecoregiunile alpină și panonică, aria protejată nu include niciun habitat protejat.
La baza desemnării sitului se află mai multe specii protejate de  pești (8): Barbus meridionalis, zvârluga (Cobitis taenia), zglăvoacă (Cottus gobio), boarță (Rhodeus sericeus amarus), Romanogobio albipinnatus, porcușor de nisip (Romanogobio kesslerii), porcușor de vad (Romanogobio uranoscopus), câră (Sabanejewia balcanica).